# Croatia de Toronto
Le Toronto Croatia Sport Club est un club de soccer canadien basé à Mississauga. Le club évolue en Ligue canadienne de soccer, le troisième niveau du soccer au Canada après la Major League Soccer et la NASL, qui sont deux ligues nord-américaines (avec des clubs canadiens et américains).

## Historique
- 1956 : fondation du club sous le nom de Toronto Croatia
- 1975 : fusion avec Toronto Metros en Toronto Metros-Croatia
- 1978 : révocation de la fusion, le club reprend le nom de Toronto Croatia

## Équipe 2006-2007
Gardiens
- 01  George Azccura
- 12  Mate Jurkin

Défenseurs
- 02  Robert Fran
- 03  Halberto Harris
- 04  Domagoj Sain
- 06  Mario Kulis
- 14  Joseph Cosentino
- 30  Tom Granic

Milieux
- 05  Antonijo Zupan
- 11  Velemir Crljen
- 13  Zvjezdan Kresic
- 17  Goran Grubesic
- 26  Caswain Mason

Attaquants
- Boris Maric
- 08  Hayden Fitzwilliams
- 09  Peter Curic
- 10  Leo Laurito
- 20  Tommy Ples
- 21  Rudy Spajic

## Joueur emblématiques
- Eusebio

## Directeurs de l'équipe
- Président :  Josip Cvitanović
- Entraîneur :  Velemir Crljen

## Palmarès
- Vainqueur de la CPSL : 2000, 2004, 2007